# بيلي يونغ (لاعب كرة قدم أمريكية)
بيلي يونغ (بالإنجليزية: Billy Young)‏ هو لاعب كرة قدم أمريكية أمريكي، ولد في 17 ديسمبر 1901 في كنتن في الولايات المتحدة، وتوفي بنفس المكان في 29 يوليو 1971.